# Engels
Het Engels (English) is een Indo-Europese taal, die vanwege de nauwe verwantschap met talen als het Fries, (Neder)Duits en Nederlands tot de West-Germaanse talen wordt gerekend. De taal is ontstaan in Engeland in de tijd van de Angelsaksen. Het is nu de lingua franca in grote delen van de wereld, als resultaat van de militaire, economische, culturele, wetenschappelijke en politieke invloed van het Britse Rijk gedurende de 18e, 19e en begin 20e eeuw en de invloed van de Verenigde Staten vanaf het begin van de 20e eeuw tot op heden. Het Engels wordt tegenwoordig op grote schaal gebruikt als tweede taal of als officiële taal in de Gemenebestlanden, en is de voertaal van vele internationale organisaties. Zo is het een van de zes officiële talen van de Verenigde Naties.
De woorden Engels en Engeland zijn afgeleid van de benaming Angelen, een volk dat in de 5e eeuw vanuit Sleeswijk-Holstein de Noordzee overstak richting Groot-Brittannië. Dit volk was afkomstig van het schiereiland Anglia.

## Betekenis

EN: Engels gesymboliseerd door taalcode ISO 639-1

Modern Engels wordt soms beschreven als de eerste wereldwijde lingua franca en is de belangrijkste internationale taal voor communicatie, wetenschap, luchtvaart, toerisme, radio, diplomatie en in de zakenwereld. De uitbreiding van de taal vanaf de Britse eilanden over de hele wereld begon tegelijk met de groei van het Britse Rijk, en aan het eind van de 19e eeuw was de taal werkelijk wereldwijd verspreid. De taal is dominant in de Verenigde Staten, en door de groeiende economische en culturele invloed en status van dit land als wereldmacht sinds het einde van de Tweede Wereldoorlog is ook de positie van de Engelse taal wereldwijd versterkt, waardoor ze zich tot een echte wereldtaal heeft ontwikkeld.
Goede kennis van het Engels is een vereiste in een aantal werkgebieden en beroepen zoals geneeskunde en informatica; ten gevolge daarvan kennen ten minste één miljard mensen op zijn minst de beginselen van het Engels.
Taalkundigen als David Crystal wijzen erop dat een van de gevolgen van de groei van het Engels (net als andere wereldwijd gesproken talen) is dat de taalkundige diversiteit op veel plekken ter wereld verloren gaat, met name in Australazië en Noord-Amerika.

## Geschiedenis
Oorspronkelijk is de Engelse taal ontstaan uit vele dialecten (Oudengels), die naar Engeland werden overgebracht door de Angelsaksische kolonisten, beginnend in de 5e eeuw. De taal werd sterk beïnvloed door de Oudnoorse taal van de Vikingen. Na de Normandische verovering van Engeland in 1066, ontwikkelde Oudengels zich tot Middelengels. Onderdeel van die verandering was het gebruik van veel leenwoorden uit de Normandische woordenschat en het gebruik van Normandische spellingsregels. Het hedendaagse Engels ontwikkelde zich daarvandaan, en ging door met het opnemen van buitenlandse woorden, met name uit het Latijn en Grieks.
Het Engels vindt zijn oorsprong in de Germaanse talen die in Groot-Brittannië gesproken werden, in het bijzonder de taal van de Angelen, de Saksen en de Juten. Het is sterk beïnvloed door het Oudnoords (dankzij de vele Vikingen die er zich vestigden tussen 800-1000) en vooral het Oudfrans (na de verovering door de Normandiërs in 1066). De grammaticale structuur van het Engels is dus nog steeds overwegend Germaans op enkele aan de Romaanse talen ontleende zinsconstructies na, maar van de totale Engelse woordenschat is veel (circa 60%) ontleend aan het Oudfrans en Latijn. Men noemt het Engels daarom soms ook wel een brugtaal tussen de wereld van de Germaanse en die van de Romaanse talen.
Het Engels wordt doorgaans als volgt geperiodiseerd:
- Oudengels, ook bekend als Angelsaksisch, vanaf midden 5e eeuw tot midden 12e eeuw, geattesteerd in Beowulf
- Middelengels, 12e-15e eeuw, met invloed vanuit het Normandisch (een Frans dialect) na de slag bij Hastings
- Nieuw-Engels, ongeveer midden 16e eeuw tot heden

## Modern gebruik
De Engelse taal is vanaf de 20e eeuw de invloedrijkste taal ter wereld. Dit is deels het gevolg van de Britse expansie in de 19e eeuw waardoor het Engels in veel voormalige koloniën nog steeds de voornaamste (ambtelijke en bestuurlijke) taal is maar vooral door de cultureel en wetenschappelijk dominerende Verenigde Staten.

## Taaldag van de Verenigde Naties
De officiële taaldag van de Verenigde Naties voor het Engels wordt wereldwijd gevierd op 23 april.

## Eerste taal
Engels is de officiële taal van onder andere Australië, Belize, Nieuw-Zeeland en Nigeria, en een van de officiële talen van onder andere Canada, Ierland en Zuid-Afrika. Engels fungeert de facto als officiële taal van het Verenigd Koninkrijk en de Verenigde Staten van Amerika.

Landen en staten van de wereld waar het Engels een officiële of de facto officiële functie vervult.
Landen en staten waar het Engels de officiële taal is of de moedertaal van de meerderheid.
Landen en staten waar het Engels een officiële maar niet de meest gesproken taal is.

### De 'Angelsaksische wereld'
De gezamenlijke Engelstalige landen en hun gewoonten worden soms aangeduid als Angelsaksisch, om verwarring te voorkomen met de andere betekenis van 'Engels', namelijk 'uit Engeland'.

## Tweede taal
Het Engels wordt door een zeer groot deel van de wereldbevolking als tweede taal gesproken. Beschouwt men alleen de eerstetaalsprekers, dan wordt het Engels overtroffen door zowel het Mandarijn als het Spaans. De taal fungeert als lingua franca bij de communicatie in wetenschap, techniek en het internationale politieke en economische verkeer over de gehele wereld.
Een initiatief van de Universiteit van Cambridge is de University of Cambridge ESOL examination een serie examens die de beheersing van de Engelse taal toetst van personen die Engels niet als moedertaal spreken. Wereldwijd nemen jaarlijks twee miljoen mensen deel aan de examens, die in meer dan 130 landen worden afgenomen.
Het Engels is ook in Nederland voor veel mensen hun tweede taal, en voor een aantal hun eerste taal. In Vlaanderen is het de derde taal. In het voortgezet onderwijs is Engels een verplicht eindexamenvak.

## Woordenschat
Het Engels heeft vergeleken met andere talen een zeer grote woordenschat. Dit ligt mede aan het feit dat er vaak twee woorden zijn voor één begrip: een Germaans en een Romaans (zo betekenen bijvoorbeeld de woorden freedom en liberty allebei 'vrijheid'). Het verschil in gebruik wordt grotendeels bepaald door het register: de Germaanse woorden worden bij voorkeur in het dagelijks leven gebruikt, de Romaanse synoniemen in officiële geschreven taal.
Het totale aantal woorden in de Engelse taal is onderwerp van discussie, maar volgens de Oxford Dictionary zijn het er minimaal 500.000.
Naar aanleiding van een onderzoek dat werd uitgevoerd op 80.000 woorden in de Shorter Oxford Dictionary (derde editie) in 1973 wordt de oorsprong van de Engelse woorden als volgt ingeschat:
- Langues d'oïl, inclusief Frans en Oudnormandisch: 28,3%
- Latijn, inclusief modern wetenschappelijk en technisch Latijn: 28,24%
- Andere Germaanse talen, inclusief Oudengels: 25%
- Grieks: 5,32%
- Onbekend: 4,03%
- Afgeleid van eigennamen: 3,28%
- Overige talen: minder dan 1%

### Franse oorsprong
Een groot deel van de Engelse woordenschat is van Franse of langues d'oïl-oorsprong. Deze woorden werden overgenomen in het Engels via de Anglo-Normandische taal die werd gesproken door de bovenklasse in Engeland in de eeuwen na de Normandische verovering van Engeland. Woorden van Normandisch-Franse herkomst zijn onder andere competition, mountain, art, table, publicity, police, role, routine, machine en force. In de loop van de tijd zijn deze woorden verder verengelst, waardoor ze beter passen bij de Engelse regels op het gebied van fonologie, uitspraak en spelling.
Sommige Franse woorden werden pas later overgenomen, van de 17e tot de 19e eeuw, toen het Frans de dominante taal was van de westerse internationale politiek en handel. Deze woorden kunnen normaal gesproken van de andere worden onderscheiden, doordat ze de Franse regels voor uitspraak en spelling met inbegrip van diakritische tekens hebben behouden. Het zijn vaak ook frases in plaats van losse woorden. Voorbeelden hiervan zijn façade, table d'hôte en affaire de cœur. Typisch voor deze woorden en frasen is dat ze hun oorspronkelijke Franse spelling en uitspraak hebben behouden, omdat historisch gezien de nadruk werd gelegd op de Franse herkomst om te benadrukken dat de gebruiker van de woorden goed opgeleid en wel bereisd was, wat duidde op een hogere sociale status van de gebruiker.

### Nederlandse woorden in het Engels
Het Nederlands heeft ook een aanzienlijke bijdrage geleverd aan het Engels, vooral in woorden die te maken hebben met de scheepvaart. Enkele redelijk gangbare Engelse (vaak Amerikaanse) woorden met een Nederlandse oorsprong zijn: cookie (koekje), cruise (doorkruisen), dike (dijk), Santa Claus (van Sinterklaas), waffle (wafel), bourse (beurs) en yacht (jacht (boot)). Ook het woord apartheid is een woord dat via Zuid-Afrika van het Nederlands naar het Engels verhuisd is.

## Spelling
Het Engels heeft een zeer diepe orthografie, dat wil zeggen, er is weinig verband tussen uitspraak en schrijfwijze. 44 klanken kunnen op 75 hoofdwijzen worden geschreven. Het leren gaat makkelijker als uitgegaan wordt van 75 fonogrammen en 31 spellingregels, die ook worden gebruikt bij het leren van Engels aan dyslectici, zoals Denise Eide beschrijft in haar boek Uncovering the Logic of English. Volgens onderzoeker Eraldo Paulesu van de Milaanse universiteit is dit er de oorzaak van, dat in Engelstalige landen tweemaal zoveel dyslexie-diagnoses worden gesteld als in Italië. In het Italiaans worden 25 klanken op slechts 33 verschillende wijzen geschreven. Het Italiaans laat zich echter moeilijk met het Engels vergelijken, omdat het Engels drie keer zoveel klinkers heeft.
Die onregelmatigheid van de Engelse spelling en uitspraak kan geïllustreerd worden met het gedicht The Chaos van Charivarius.